# Solfara Porcheria
La solfara Porcheria o miniera Porcheria  è una miniera di zolfo sita in provincia di Caltanissetta nei pressi del comune di Acquaviva Platani.
La solfara era già attiva nel 1839, oggi è abbandonata.